# Dornier Do 17
Дорние До 17 (на немски: Dornier Do 17) е двумоторен немски бомбардировач от периода на Втората световна война. Един от основните бомбардировачи на Луфтвафе в първите години на войната. Произвежда се от 1937 г. до 1940 г.

## Разработка
Опити за производство на бомбардировачи се предприемат в Германия още в края на 20-те години на ХХ век. Поради забраната за строене на летателни апарати от този тип проектантските работи на заводите Dornier се извършват в Швейцария, където от Фридрихсхафен на Боденското езеро разстоянието не е голямо. Там през 1927 г. е проектиран Dornier Do P – самолет с четири двигателя Bristol Jupiter с мощност 500 к.с., разположени по двойки над крилото. Първият прототип на този моноплан с крила, монтирани в горната част на фюзелажа, и с неподвижна ходова част, излита на 31 март 1930 г., а вторият през лятото. Следващата конструкция – Do Y, е задвижвана от три идентични двигателя, разположени на пилоните зад крилото. Първият от двата прототипа прототипа излита на 17 октомври 1931 г. И двете не особено сполучливи конструкции са смятани за експериментални, тъй като първия бомбардировач, който отговаря на авиацията, трябвало да бъде Do F.
Първият прототип на Do F е тестван на 7 май 1932 г. Монопланът, задвижван от два звездовидни двигателя Bristol Jupiter с мощност 550 к.с. има изцяло метален фюзелаж и метална конструкция на крилото с платнено покритие. Новост в световен мащаб е колесникът, който се прибира по време на полет. Постиженията на този самолет за онези години са много добри (максимална скорост 249 км/ч). Do F е насочен за серийно производство вече на територията на Германия. Първите машини са готови през 1933 г. Те са задвижвани от двигатели Siemens Sh 22b-2 с максимална мощност 650 к.с. Обозначението на първата версия е променено на Do 11C. Производството е бавно, а серийните машини са с множество производствени дефекти. Задължително било промяна на крилата, което води до ново обозначение – Do 11D. Построени са около 150 самолета от този тип.
В тази ситуация Luftfahrtkommissariat заявява бомбена модификация на тримоторния Ju 52/3 mge. Заводите Dornier се опитват да спасят репутацията си като използват редовни двигатели BMW VI с мощност 750 к.с. и се отказват от подвижната ходова част. Новата модификация получава обозначението Do 13, което по-късно е променено на Do 23. Освен 15-те Do 13 са построени не повече от 210 Do 23 от всички модели.

## Производство на Dornier Do 17
През 1932 г. германската Служба на въоръжение обявява техническите условия за новия бомбардировач с цел укриване на предназначението му, назовавайки го транспортен самолет за немската държавна железница и бърз пощенски самолет за немските авиолинии, т.е. Lufthansa. Работата по разработката на Dornier стартира на 1 август 1931 г. След създаването на министерството на авиацията на Райха (Reichsluftfahrtministerium – RLM) работният процес набира темпо, а на 17 март на проекта е дадено обозначението Dornier Do 17. В същото време министерството поръчва прототипи на самолета, който в края на годината е наречен – бърз транспортен самолет със специално оборудване и двоен стабилизатор. Всъщност проектът на Dornier Do 17 предвижда единичен стабилизатор. Макет на самолета е представен през април 1933 г. На този етап въоръжение не е било представено. Затова предложената кабина за пътници е заблуда – предвидени са две много тесни отделения, четириместно пред предната носеща греда и двуместно зад задната.

## Модификации

### Прототипи
- Прототип Do 17 V1 (D-AJUN). Проектът на въоръжения вариант възниква през април 1934 г. Работата на прототипа започва на 20 май. Първият полет на Dornier Do 17c (от февруари 1935 г. V1) е на 23 ноември. Самолетът е снабден с единичен вертикален стабилизатор. За задвижването му са използвани два 12-цилиндрови редови двигатели BMW VI 7.3 с мощност 700 к.с. През есента на 1935 г. след повреда на самолета инсталират на самолета двоен вертикален стабилизатор. На 21 декември самолетът се разбива. Заместен е от Do 17 V1 ers, тестван на 13 юни 1936 г.

- Прототип Do 17 V2 (D-АНАК). Построен е като Do 17а, тестван на 18 май 1935 г. При него са използвани двигатели BMW VI 6.3 с мощност 640 к.с. Обемът за резервоарите за гориво е увеличен от 1000 на 1400 л. Този прототип от самото начало има двоен вертикален стабилизатор. През 1936 г. самолетът получава нова предна част на фюзелажа, въоръжение и двигатели BMW VI 7.3. възприет е като прототип на Do 17Е.

- Прототип Do 17 V3 (D-ABIH). Този прототип като Do 17d трябвало да получи двигатели Hispano-Suiza 12 Ybrs, но се налага да му бъде монтиран BMW VI 7.3. Първият полет е на 19 септември 1935 г. В този прототип е тествано 20-мм оръдие.

- Прототип Do 17 V4 (D-AGYA). Този прототип е тестван на 24 март 1936 г., построен е като цивилен самолет, но по-късно в него е инсталирано въоръжение.

- Прототип Do 17 V5 (D-AKHON) и Do 17 V6 (D-AKUZ). Построени са в цивилни варианти. Първият от тях е с двигатели Hispano-Suiza 12 Ybrs, които позволят постигане на скорост 391 км/ч. Тестван на 12 октомври 1936 г. Do 17 V6 е с двигател BMW VI 7.3.

- Прототип Do 17 V7 (D-AQYK). Този модел, тестван на 10 декември 1936 г. е прототип на бомбения вариант на Do 17Е-2.

- Прототип Do 17 V8 (D-AXUM). Прототипът на разузнавателния вариант Do 17F-1 с далечен обсег, тестван на 10 септември 1936 г.

- Прототип Do 17 V9 (D-ABOY). Остава в завода като експериментален самолет на разположение. Използва се до 1944 г.

- Прототип Do 17 V10 (D-AKUU) и Do 17 V8 (D-ATYA). Тествани са на 21 октомври 1936 г. и 11 февруари 1937 г., стават образец за разпознавателния вариант на Do 17F-1.

- Прототип Do 17 V12 (D-AKYU) и Do 17 V13 (D-ATAH). Те са снабдени с двигатели Diamler-Benz DB 600C със стартова мощност 1050 к.с. Първоначално трябвало да послужат за модел за Do 17Е-2, но всъщност са използвани за провеждане на различни тестове.

- Прототип Do 17 V14 (D-AFUO). Това е експериментален разузнавателен самолет.

### Серийно производство
- Dornier Do 17E. Подготовката за серийно производство започва още през 1936 г. Самолетите е трябвало да се произвеждат в заводите Хеншел в Берлин, заводите Себел в Хале и Хамбург Флугзеубау. Пъвоначално конструирането на първия бомбен вариант на Do 17 Е-1 е замислено с двигатели DB 600. Проблемите с производството им обаче стават причина да бъдат използвани двигатели BMW VI 7.3, с мощност увеличена до 750 к.с. Първите самолети серийно производство са готови до края на годината. Екипажът е от трима души. Отбранителното оръжие включва две картечници MG 15 с калибър 7.92 мм. Бомбен товар – 750 кг. Проведени са тестове с редово окачване на две бомби с по 500 кг, но това влошава резултатите. Максимална скорост на земя – 354 км/ч, а на пределна височина от 3000 м – 330 км/ч. Следващите варианти с по-ново оборудване са с обозначение Е-2 и Е-3. Превъоръжаването на авиацията с нови самолети започва през 1937 г.

- Dornier Do F-1. Разузнавателен вариант с далечен обхват без бомбено въоръжение. Корпусът на самолета е идентичен с този на вариант Е. Инсталирани са допълнителни резервоари за гориво, което увеличава обсега от 1590 на 2050 км. Разузнавателното оборудване включва три камери: Rb 10/18, Rb 20/30 Rb и 50/30.

- Dornier Do 17 J. Това са два самолета от Е-2, оборудвани със звездовидни двигатели BMW 132 F. Обозначеният като J-1 е прототип на V 18, а като J-2 е прототип на V 19. С тях са тествани двигатели за по-късните модификации.

- Dornier Do 17 L. Следващите две машини са варианти на Е-2, предназначени за тестване на звездовидни двигатели Bramo 323. Самолетът L-1 е прототип на V 20, а L-2 е прототип на V 21.

## Галерия
- Dornier Do 17Z KG 76, 1940.
- Бомбардировачи Dornier Do 17 във формация.
- Dornier Do 17 Z, Финландия.
- Dornier Do 17, 1941, СССР.
- Dornier Do 17 – във Франция.
- Формация Dornier Do 17 – във Франция.
- Белгия – 1940.
- Бомбардовка, Dornier Do 17 Z пуска бомби.
- Спитфайер атакува формация Dornier Do 17 – в битката за Британия.